# Theologia platonica de immortalitate animorum
Theologia platónica de immortalitate animorum (Teología platónica sobre la inmortalidad del alma ) o Theologia platonica es una obra teológica publicada en 1482 que consta de dieciocho libros elaborados por el sacerdote católico, filólogo, médico y filósofo renacentista italiano Marsilio Ficino, quien la escribió entre 1469 y 1474. Se la ha descrito como la obra maestra filosófica de su autor.

## Contenido
Mientras que cubre una serie de temas relacionados con Dios, la preocupación principal de la obra es argumentar a favor de la existencia de un alma humana inmortal. Ficino emplea una serie de argumentos para hacerlo, incluyendo la refundición de los realizados por Platón, por ejemplo, en el Fedón. Ficino atribuye al alma humana una posición media en una división en cinco partes de las cosas: entre Dios y los seres angelicales, por un lado, y las cualidades y los cuerpos por el otro.
La obra de Ficino estaba también destinada a competir con la antigua Theologia platonica de Proclo. Proclo estuvo en aquel entonces nuevamente disponible para los lectores occidentales. Si bien el trabajo de Proclo se consideró interesante, y filosofaba de una manera similar a la teología cristiana, estaba en el extremo anticristiano. Ficino quería ofrecer un estilo similar de filosofía platónica que sin embargo afirmase la creencia cristiana.

## Audiencia e influencia
Ficino dirigió su Theologia platonica hacia sus ingeniosos compañeros renacentistas, o intelectuales, en la República de Florencia, incluyendo las élites políticas. De acuerdo con Platón, en la obra Ficino abogó por la inmortalidad del alma, y el Concilio de Letrán V fue probablemente influenciado por esto en su decreto Apostolici regiminis contra la mortalidad cristiana.

## Ediciones
En inglés
- VV.AA. Platonic Theology. Bilingüe. Cartoné. Cambridge: Harvard University Press.

1. Libros I-IV. (2001). ISBN 978-0-674-00345-3.
2. Libros V-VIII. (2002). ISBN 978-0-674-00764-2.
3. Libros IX-XI. (2003). ISBN 978-0-674-01065-9.
4. Libros XII-XIV. (2008). ISBN 978-0-674-01482-4.
5. Libros XV-XVI. (2008). ISBN 978-0-674-01719-1.
6. Libros XVII-XVIII. (2008). ISBN 978-0-674-01986-7.